# أودير فورتيس
أودير جونيور لوبيز فورتيس (بالبرتغالية: Odaïr Fortes) (مواليد 31 مارس 1987 في برايا، الرأس الأخضر) هو لاعب كرة قدم من الرأس الأخضر يلعب حاليًا لصالح نادي ستاد ريمس الفرنسي.

## روابط خارجية
- أودير فورتيس على موقع الاتحاد الدولي (مؤرشف)  (الإنجليزية)
- أودير فورتيس على موقع قاعدة بيانات كرة القدم.إي يو (الإنجليزية)
- أودير فورتيس على موقع ليكيب (الفرنسية)
- أودير فورتيس على موقع ناشيونال فوتبول تيمز (الإنجليزية)
- أودير فورتيس على موقع Soccerway.com (الإنجليزية)
- أودير فورتيس على موقع عالم كرة القدم.نت (الإنجليزية)
- أودير فورتيس على موقع كووورة
- أودير فورتيس على موقع AS.com (الإسبانية)
- أودير فورتيس على فرق كرة القدم الوطنية.كوم